# Lena (película)
Lena es una película española rodada en Vigo y estrenada en el año 2001.
Su director es el asturiano Gonzalo Tapia y la cinta está protagonizada por Marta Larralde, actriz viguesa para la que esta película supuso su debut.

## Argumento
La película cuenta la historia de Lena (Marta Larralde), una adolescente de dieciocho años que vive en el barrio portuario de Bouzas, en Vigo. No tiene una vida nada fácil: huérfana de madre, Gorrión (Manuel Manquiña), su padre, es un borracho eternamente en paro o metido en trapicheos de poca monta. Desde niña Lena tuvo que resolver sus propios asuntos. Es una chica lista y responsable; su sensatez contrasta con el descontrol de su padre. Cuando la mafia local le da una paliza a Gorrión acusándolo de haberse quedado con una importante suma de dinero, la vida de Lena pasa a tener un único objetivo: impedir que maten a su padre.

## Reparto
Además de la propia Marta Larralde (Lena) y Manuel Manquiña en el papel de su padre, en esta película participaban otros actores gallegos populares como es el caso de Luis Tosar, Eva Fernández, Luis Zahera o Celso Bugallo.
El elenco completo es el siguiente:
- Marta Larralde como Lena.
- Manuel Manquiña como Gorrión.
- Roberto Álvarez como Milio.
- Vítor Norte como Cachero.
- Luis Tosar como Gitano.
- Luis Zahera como Antonio.
- Carlos Kaniowsky como Esteban.
- Iván Hermés como Manu.
- Antón Reixa como Fernández.
- Nuria Sanz como Mariola.
- Israel Rodríguez como Toño.
- Andrés Fraga como Sebe.
- Miguel Borines como mecánico.
- Txepe Lara como contacto.
- Celso Bugallo como matón.
- Xosé Manuel Conde como Juan.
- Eva Fernández como Cindy.
- Irene García como Carmen.
- Luma Gómez como Rosa.
- Fely Manzano como Isabel.
- Luisa Martínez como médico.
- Lidia Sabino como Silvia.
- Lois Soaxe como camello.
- Avelino González como yonqui.
- Josito Porto.
- Santi Prego como muchacho.
- Beatriz Campos como muchacha.
- Maria Comesaña como enfermera.
- María Amil como enfermera.
- Xosé Vilarelle como enfermera.
- Eduardo Martínez Cunha como camionero.
- Vicente Mohedano como camionero.
- Vicente de Souza como camionero.
- César Goldi como policía.
- Adriano Prieto como policía.
- Miro Magariños como guardia civil.
- Jesús Cobian como guardia civil.

## Equipo técnico
- Dirección: Gonzalo Tapia.
- Ayudantes de dirección: José M. Benayas, Myriam Orcajo, Cora Peña y Rodrigo Sancho.
- Dirección artística: Julio Torrecilla.
- Dirección de fotografía: Carles Gusi.
- Guionistas: David Múñoz, Gonzalo Tapia y Antonio Trashorras.
- Montaje: Ángel Hernández Zoido.
- Música: José Carlos Mac.
- Producción: Piluca Baquero, Elena Manrique y Antón Reixa.
- Casting: Elena Arnao.